# St. Mary's Church (Rotterdam)
St. Mary's Anglican and Episcopal Church, plaatselijk ook bekend als de Engelse kerk, is een kerkgebouw in Delfshaven in Rotterdam.
De Engelstalige kerkelijke gemeente valt onder de Anglicaanse Kerk (Church of England), en daarbinnen onder het Bisdom Europa. De kerk staat echter open voor alle Engelstalige christenen in de omgeving.

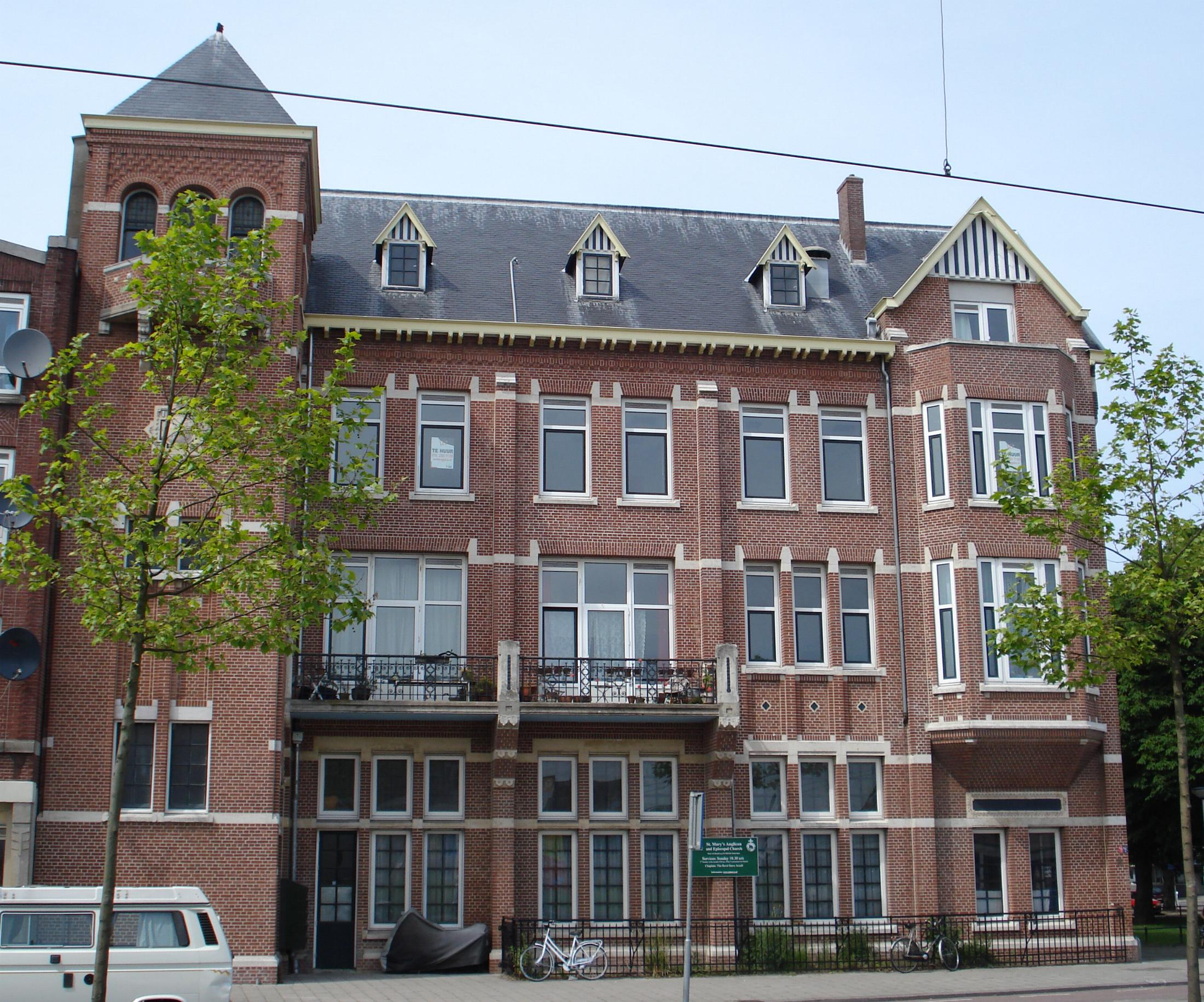
Zeemansinstituut aan de Westzeedijk

Het huidige kerkgebouw staat op de hoek van de Pieter de Hoochstraat en de Pieter de Hoochweg, naar ontwerp van de architect Jan Verheul. De zaalkerk met kleine toren en neogotische elementen is gebouwd in 1913. Het oude kerkgebouw aan het Haringvliet werd toen gesloopt en het 18e-eeuwse kerkorgel verhuisde naar de School Hall van Eton College, waar het als het "Dutch organ" nog steeds in gebruik is.
Na voltooiing van de kerk werd hiernaast, aan de Westzeedijk, in 1914-1915 een christelijk "zeemansinstituut" van de Missions to Seamen gebouwd, eveneens ontworpen door Verheul, maar in zakelijker stijl. De beide gebouwen staan samen op de gemeentelijke monumentenlijst van Rotterdam.